# Les Putes
Pour les articles homonymes, voir Pute (homonymie).
Pour plus de détails, voir Fiche technique et Distribution.
Les Putes (Le buttane) est un film italien réalisé par Aurelio Grimaldi, sorti en 1994.

## Fiche technique
Sauf indication contraire, les informations mentionnées dans cette section peuvent être confirmées par la base de données cinématographiques IMDb,  présente dans la section « Liens externes ».
- Titre français : Les Putes[1]
- Titre original : Le buttane
- Réalisation et scénario : Aurelio Grimaldi
- Direction artistique : Claudio Cordaro
- Costumes : Claudio Cordaro
- Photographie : Maurizio Calvesi
- Montage : Mauro Bonanni
- Pays d'origine : Italie
- Format : Noir et blanc - 35 mm - 1,66:1
- Genre : drame
- Durée : 85 minutes
- Dates de sortie :
  - France : mai 1994 (Festival de Cannes), 5 juillet 1995 (sortie nationale)

## Distribution
- Ida Di Benedetto : Orlanda
- Guia Jelo : Liuccia Bonuccia
- Lucia Sardo : Milu
- Sandra Sindoni : Blu Blu
- Paola Pace : Veronica
- Alessandra Di Sanzo : Kim
- Marco Leonardi : Maurizio

## Distinction

### Récompense
- Festival de Cannes 1994 : sélection en compétition officielle